# La Pola de Gordón
La Pola de Gordón is een gemeente in de Spaanse provincie León in de regio Castilië en León met een oppervlakte van 157,64 km². La Pola de Gordón telt 3.488 inwoners (1 januari 2016).

## Geboren
- Sergio Sánchez (atleet) (1982), Spaans atleet